# Marcel Bluwal
Marcel Bluwal (Parigi, 26 maggio 1925 – Parigi, 23 ottobre 2021) è stato un regista e sceneggiatore francese.

## Biografia
Nato a Parigi il 25 maggio 1925 di genitori ebrei polacchi, Henri Bluwal, direttore delle vendite, e Eda Kamieniecki. Suo padre apparteneva all'Unione Generale dei Lavoratori Ebrei. Iscrittosi all'École de Vaugirar all'età di vent'anni per diventare regista, Bluwal si arruolò per quattro anni nel Servizio Cinema delle Forze Armate. Militante fin dagli anni Cinquanta, aderì ufficialmente al Partito Comunista Francese nel 1970 e lo lasciò nel 1981. Nel 1961, Bluwal dirige il suo primo lungometraggio Le Monte-Charge, con Robert Hossein e Léa Massari, adattamento cinematografico dell'omonimo romanzo noir di Frédéric Dard. Nel 1965, ha girato l'adattamento televisivo del Dom Juan di Molière, con Michel Piccoli e Claude Brasseur.
Bluwal è morto serenamente all'età di 96 anni il 23 ottobre 2021 a Parigi. I suoi funerali si svolsero la mattina del 29 ottobre nel cimitero di Montmartre, dove è sepolto (Divisione 23), nella stessa tomba di suo cognato Gérard Lebrun.

## Filmografia parziale

### Regista
- Le Monte-charge (1962)
- Tre morti per Giulio (1963)
- Le Plus Beau Pays du monde (1999)

### Televisione
- I miserabili - miniserie TV (1972)
- Mozart - miniserie TV (1982)
- Série noire - serie TV (1984)
- Série noire - serie TV (1987)
- L'Ami Giono: Solitude de la pitié - serie TV (1989)
- L'Ami Giono : Jofroi de la Maussan - serie TV (1990)
- L'Ami Giono : Onorato - serie TV (1990)
- Nestor Burma - serie TV (1992)
- À droite toute - miniserie TV (2009)
- Jeanne Devère - serie TV (2011)
- Les Vieux Calibres - serie TV (2013)

### Attore
- Frantic, regia di Roman Polanski (1988)
- L'argent fait le bonheur, regia di Robert Guédiguian (1993)
- Le Voyage en Arménie, regia di Robert Guédiguian (2006)